# Aeropyrum pernix
Espèce
Aeropyrum pernix est une espèce d'archées halophiles de l'ordre des Desulfurococcales. Elle a été isolée à partir de sédiments marins chauds à proximité de fumerolles de Kotakara-jima, une île de l'archipel Satsunan située entre Kyushu et Okinawa, au Japon.
Les cellules d'Aeropyrum pernix sont sphériques et mesurent environ 1 μm de diamètre. Elles sont entourées d'une enveloppe de 25 nm d'épaisseur. Elles se développent à une température de 70 à 100 °C (aucune croissance détectée à 68 °C ni à 102 °C), avec un optimum entre 90 °C et 95 °C  et à pH égal à 7, avec une salinité comprise entre 1,8 % et 7 %, l'optimum se situant à 3,5 % ; une salinité inférieure à 1,5 % provoque la lyse des cellules. Elles se développent bien sur les substances peptidiques, avec un temps de doublement d'environ 200 minutes. Ces archées sont sensibles au chloramphénicol et insensibles à l'ampicilline, la vancomycine et la cyclosérine. 
Son génome a été entièrement séquencé en 1996. Il mesure 1 669 kilobases et contient 2 694 gènes potentiels. Il contient tous les gènes des enzymes du cycle de Krebs hormis l'α-cétoglutarate déshydrogénase, remplacée par les deux sous-unités de l'α-cétoglutarate synthase (EC 1.2.7.3).